# Премія Франца Кафки (Австрія)
Пре́мія Фра́нца Ка́фки (нім. Franz-Kafka-Preis) — міжнародна літературна премія, яку присуджували в 1979–2001 роках що два роки на честь Франца Кафки. Засновниками премії стали Австрійське товариство Франца Кафки і влада міста Клостернойбурґ, у якому помер цей письменник. Одержати премію могли автори, які жили в країнах, що утворилися після розпаду Австро-Угорської імперії. Грошовий еквівалент премії на самому початку становив 100 000 шилінгів.
З 2001 року цю премію під такою самою назвою — Премія Франца Кафки (чеськ. Cena Franze Kafky) — присуджують і вручають у Чехії.

## Лауреати премії
- 1979 Петер Гандке
- 1981 Еліас Канетті
- 1983 Ільзе Айхінґер
- 1985 Герберт Айзенрайх
- 1987 Славомир Мрожек
- 1989 Лібуше Монікова
- 1991 Станіслав Лем
- 1993 Петер Розай
- 1995 Крістоф Рансмайр
- 1997 Ґерт Йонке
- 1999 Герта Мюллер
- 2001 Маріанна Фріц